# Йонна Мальмгрен
Емма Йонна Деніс Мальмгрен (швед. Emma Jonna Denise Malmgren; нар. 21 червня 1991, Гербю, комуна Гербю, Сконе) — шведська борчиня вільного стилю, багаторазова чемпіонка світу та Європи в молодших вікових групах, чемпіонка Літніх юнацьких олімпійських ігор, дворазова чемпіонка та срібна призерка чемпіонатів Європи серед дорослих, учасниця Олімпійських ігор.

## Життєпис
Йонна Мальмгрен двічі ставала найкращиою в Європі, завойовуючи золото Європейського чемпіонату у категорії до 53 кілограмів у 2022 та 2023 роках, після чого було срібло на початку 2024 року. Вона також ставала чемпіонкою світу серед юніорів (2021), серед молоді (2024) і вигравала Юнацьку Олімпіаду (2018).
Йонна Мальмгрен була єдиним представником Швеції в боротьбі, який кваліфікувався на Олімпійські ігри 2024 року в Парижі. Попри те, що Мальмгрен перед Олімпіадою посідала друге місце у світовому рейтингу, там вона посіла лише сьоме місце. Перемігши у першому турі представницю Венесуели Бетзабет Аргуелло, шведка поступилася у другому поєдинку китаянці Пан Цяньюй і оскільки та не потрапила до фіналу, Мальмгрен не отримала права поборотися у втішних сутичках за бронзову нагороду.
Мальмгрен живе на фінансову підтримку Олімпійського комітету Швеції, яка становить менше 10 000 шведських крон на місяць. Без цього та допомоги з боку своєї родини та партнера Мальмгрен, який не має додаткової роботи, не змогла би продовжити свою спортивну кар'єру. Вона поєднує свої тренування та навчання на ступінь медсестри в Університеті, дружньому до елітних спортсменів.

## Спортивні результати на міжнародних змаганнях

### Виступи на Олімпіадах
| Змагання                    | Збірна | Вагова категорія          | Місце |
| --------------------------- | ------ | ------------------------- | ----- |
| Літні Олімпійські ігри 2024 | Швеція | жіноча боротьба, до 53 кг | 7     |

### Виступи на Чемпіонатах світу
| Змагання                        | Збірна | Вагова категорія          | Місце |
| ------------------------------- | ------ | ------------------------- | ----- |
| Чемпіонат світу з боротьби 2021 | Швеція | жіноча боротьба, до 53 кг | 8     |
| Чемпіонат світу з боротьби 2022 | Швеція | жіноча боротьба, до 53 кг | 5     |
| Чемпіонат світу з боротьби 2023 | Швеція | жіноча боротьба, до 53 кг | 5     |

### Виступи на Чемпіонатах Європи
| Змагання                         | Збірна | Вагова категорія          | Місце  |
| -------------------------------- | ------ | ------------------------- | ------ |
| Чемпіонат Європи з боротьби 2022 | Швеція | жіноча боротьба, до 53 кг | Золото |
| Чемпіонат Європи з боротьби 2023 | Швеція | жіноча боротьба, до 53 кг | Золото |
| Чемпіонат Європи з боротьби 2024 | Швеція | жіноча боротьба, до 53 кг | Срібло |

### Виступи на інших змаганнях
| Змагання                                                       | Збірна | Вагова категорія          | Місце  |
| -------------------------------------------------------------- | ------ | ------------------------- | ------ |
| Klippan Lady Open 2020                                         | Швеція | жіноча боротьба, до 53 кг | Бронза |
| Гран-прі Франції Анрі Деглана 2021                             | Швеція | жіноча боротьба, до 50 кг | Бронза |
| Олімпійський кваліфікаційний турнір з боротьби 2020 (Будапешт) | Швеція | жіноча боротьба, до 50 кг | 5      |
| Олімпійський кваліфікаційний турнір з боротьби 2020 (Софія)    | Швеція | жіноча боротьба, до 50 кг | 7      |
| Турнір Яшара Догу 2022                                         | Швеція | жіноча боротьба, до 53 кг | 9      |
| Гран-прі Іспанії з боротьби 2022                               | Швеція | жіноча боротьба, до 53 кг | Золото |
| Klippan Lady Open 2023                                         | Швеція | жіноча боротьба, до 53 кг | Золото |
| Турнір Ібрагіма Мустафи 2023                                   | Швеція | жіноча боротьба, до 53 кг | 8      |
| Меморіал Імре Поляка та Яноша Варги 2023                       | Швеція | жіноча боротьба, до 53 кг | 10     |
| Відкритий чемпіонат Загреба з боротьби 2024                    | Швеція | жіноча боротьба, до 53 кг | 16     |
| Гран-прі Франції Анрі Деглана 2024                             | Швеція | жіноча боротьба, до 53 кг | Золото |
| Меморіал Імре Поляка та Яноша Варги 2024                       | Швеція | жіноча боротьба, до 53 кг | Золото |

### Виступи на змаганнях молодших вікових груп
| Змагання                                       | Збірна | Вагова категорія          | Місце  |
| ---------------------------------------------- | ------ | ------------------------- | ------ |
| Чемпіонат Європи з боротьби серед кадетів 2016 | Швеція | жіноча боротьба, до 46 кг | Золото |
| Чемпіонат світу з боротьби серед кадетів 2016  | Швеція | жіноча боротьба, до 46 кг | 5      |
| Чемпіонат Європи з боротьби серед кадетів 2017 | Швеція | жіноча боротьба, до 49 кг | Бронза |
| Чемпіонат світу з боротьби серед кадетів 2017  | Швеція | жіноча боротьба, до 49 кг | 12     |
| Чемпіонат Європи з боротьби серед кадетів 2018 | Швеція | жіноча боротьба, до 49 кг | Золото |
| Чемпіонат світу з боротьби серед кадетів 2018  | Швеція | жіноча боротьба, до 49 кг | 10     |
| Літні юнацькі Олімпійські ігри 2018            | Швеція | жіноча боротьба, до 49 кг | Золото |
| Чемпіонат Європи з боротьби серед юніорів 2019 | Швеція | жіноча боротьба, до 53 кг | Бронза |
| Чемпіонат світу з боротьби серед юніорів 2021  | Швеція | жіноча боротьба, до 53 кг | Золото |
| Чемпіонат Європи з боротьби серед молоді 2023  | Швеція | жіноча боротьба, до 55 кг | Золото |
| Чемпіонат Європи з боротьби серед молоді 2024  | Швеція | жіноча боротьба, до 55 кг | Золото |
| Чемпіонат світу з боротьби серед молоді 2024   | Швеція | жіноча боротьба, до 55 кг | Золото |